# オクエゾサイシン
オクエゾサイシン（奥蝦夷細辛、学名: Asarum heterotropoides）は、ウマノスズクサ科カンアオイ属の多年草。

## 特徴
地上を這う茎の先から2個の葉を向かい合ってだして開く。葉柄は長さ6-15cm、葉身は薄く広卵形で、長さ4-10cm、幅3.5-10cmになり、先端はあまりとがらず、基部は深い心形となり、表面には短い毛が散生する。秋には落葉する。
花期は5-6月。茎先に1個の花をつける。花に花弁は無く、萼裂片が花弁状になる。萼筒は濃紫褐色をおびた扁球形になり、長さ5-10mm、径10-15mm、萼筒の入口は狭く、萼筒径の半分以下の径になる。萼筒内壁は同属のウスバサイシン A. sieboldii のように全体が暗紫色にならず、全体または部分的に白色や淡桃色になることが多い。萼筒内壁に低く隆起した襞があり、15-27個ある。萼裂片はやや三角状広卵形で長さ3.5-9mm、幅5-10.5mmになり、先はとがり、平坦で外側に強く反り返るのが本種の特徴的なところ。表面に短毛が生える。雄蕊は12個あり、葯は黄白色。花柱は6個あり短い。果実は熟すとくずれて種子がころがりでる。

## 分布と生育環境
日本では、本州の東北地方北部、北海道に分布し、山地の落葉広葉樹林の林下に生育する。八甲田山では、標高900m以上の高地に本種があり、標高550ｍ以下の低地には、分布域が本州の関東地方・中部地方の北部から東北地方であるトウゴクサイシン A. tohokuense があり、それぞれすみわけている。
国外では、サハリン、千島列島、ウスリーに分布する。

## 名前の由来
和名オクエゾサイシンは、「奥蝦夷細辛」の意で、分布地である奥蝦夷（樺太＝サハリン）に生える細辛の意味。

## 利用
茎を切ると特異なにおいがする。ウスバサイシン A. sieboldii 、クロフネサイシン A. dimidiatumとともに細辛として薬用にされる。

## ギャラリー
- 萼裂片は濃紫褐色で反曲し、萼筒内壁は白色や淡桃色になる。
- 萼裂片の表面に短毛が生える。
- 萼裂片が開く前。
- 萼裂片が開きだしたころ。萼裂片はやや三角状広卵形。
- 萼裂片は、先はとがり、平坦で外側に強く反り返る。
- 葉身は広卵形で、基部は深い心形となり、表面には短い毛が散生する。

## 下位分類
- モエギオクエゾサイシン Asarum heterotropoides F.Schmidt f. viridis (Sugaya) Yamaji et Ter.Nakam.[8] - 花が黄緑色のもの[7]。タイプ標本は1953年に八甲田山の酸ヶ湯で採集されたもの[8]。